# Ihar Khaladkow
Ihar Khaladkow (tiếng Belarus: Ігар Халадкоў; tiếng Nga: Игорь Холодков; sinh 19 tháng 4 năm 1991) là một cầu thủ bóng đá Belarus hiện tại thi đấu cho Naftan Novopolotsk.